# Simon Ballacchi
Simon Ballacchi (Santarcangelo di Romagna, 1240 - Rimini, 3 novembre 1319) est un frère convers dominicain italien reconnu bienheureux par l'Église catholique, et fêté le 3 novembre.

## Biographie
Il naît dans une famille noble et passe sa jeunesse à acquérir le maniement des armes et de la tactique militaire. À l'âge de 27 ans, il demande d'être admis comme frère convers au couvent des dominicains de Rimini, un lieu qui avait auparavant accueilli Pierre de Vérone et Thomas d'Aquin. Cette décision est incomprise par sa famille car non seulement il abandonne une position civile prestigieuse mais il renonce à la prêtrise ce qui l'empêchera de monter dans la hiérarchie ecclésiastique.
Il est affecté comme jardinier de son couvent, un métier qu'il ne connaît pas mais qu'il aime aussitôt. Souvent il parcourt la ville tenant une croix dans la main, instruisant les enfants des principes de la religion, et exhortant les pécheurs à la repentance. Lorsque le temps est trop mauvais pour qu'il puisse travailler à l'extérieur, il balaie et nettoie le monastère. Partout où son travail l'emmène, il essaye de bien le faire et de s'effacer complètement, pour que personne ne remarque qu'il est là. Sous l'extérieur placide d'un jardinier, il dissimule une vie d'austérité et de prière. Pendant le carême, il ne prend que du pain et de l'eau, il se lève la nuit pour prier et se flagelle tous les soirs. 
Selon son hagiographie, Satan essaie de le tenter puis recourt à la violence physique ; mais toutes ses attaques s'avèrent inutiles. Un ange vient l'assurer que Dieu le rendrait victorieux de l'enfer. Il est aussi favorisé d'apparition du Christ, de la Vierge, de saint Dominique et saint Pierre de Vérone qui viennent le consoler et l'aider dans la lutte contre le diable. À 57 ans, il devient aveugle, puis ses infirmités deviennent si grandes qu'il est forcé de rester couché. Parfois, son lit est vu entouré d'une lumière vive avec des chants angéliques qui se font entendre.

## Culte
Il meurt le 3 novembre 1319. Sa réputation de sainteté est telle qu'une foule immense vient pour emporter quelques reliques ou objets ayant touché son corps, et que deux jours suffisent à peine pour accueillir ceux qui veulent l'honorer. Son habit est littéralement coupé en morceaux, de sorte qu'il faut le changer avant l'enterrement. En 1817, ses restes sont transférés dans une chapelle érigée en son honneur dans la collégiale de Santarcangelo di Romagna. Le pape Pie VII, par un décret du 14 mars 1820, confirme son culte avec le titre de bienheureux.